# Francisco de Paula Batista
Francisco de Paula Batista (Recife, 4 de fevereiro de 1811 — Recife, 25 de maio de 1881) foi um jurista, professor e político brasileiro.

## Biografia
Bacharelou-se na antiga Faculdade de Direito de Olinda, em 1833. Foi deputado geral entre 1850 e 1853. Formado em 1833, tornou-se professor da Faculdade de Direito em 1835, tendo lecionado por 46 anos. 
Foi o mais importante cultor do Direito Processual no Brasil no século XIX, do qual foi precursor de doutrinas modernas. Sua obra, Compêndio de Teoria e Prática do Processo Civil Comparado com o Comercial, de 1855, foi a primeira do gênero publicada no País. Célebre, ainda, foi o livro Compêndio de Hermenêutica Jurídica, de 1860. 
Seu livro sobre o Direito Processual foi reputado o melhor trabalho de interpretação do Regulamento n. 737/1850, que foi uma das primeiras legislações processuais genuinamente nacionais.